# Thalictrum rotundifolium
Thalictrum rotundifolium är en ranunkelväxtart som beskrevs av Dc.. Thalictrum rotundifolium ingår i släktet rutor, och familjen ranunkelväxter. Inga underarter finns listade i Catalogue of Life.